# S. 존 로너
S. 존 로너(S. John Launer, 1919년 11월 5일 ~ 2006년 9월 8일)는 미국의 배우, 텔레비전 배우이다.
클리블랜드에서 태어났으며 버뱅크에서 사망하였다.

## 영화
- 게이블 앤 롬바드 (1976년)
- 닥터 웰비 (1969년)
- 스피드웨이 (1968년)
- 사건비화 (1967년)
- 배트맨 - 66년 TV 시리즈 (1966년)
- FBI (1965년)
- 마니 (1964년)
- 벤 케이시 (1961년)
- 보난자 (1959년)
- 페리 메이슨 (1957년)
- 잇 워즈 어 틴에지 웨어울프 (1957년)
- 감옥록 (1957년)
- 늑대인간 (1956년)
- 딜론 보안관 (1955년)